# عصام ثروت
عصام ثروت (11 أغسطس 1989)، لاعب كرة قدم مصري محترف يلعب حاليًا كحارس مرمى لصالح النادي المصري.

## مسيرته الرياضية
في عام 2017، انضم إلى الفريق الصاعد إلى الدوري المصري الممتاز 2017–18 الأسيوطي سبورت في انتقال مجاني من النصر، ووقع عقدًا لمدة 3 سنوات. لعب لاحقًا مع سموحة ونادي زد، قبل أن ينضم إلى النادي المصري في نوفمبر 2020.

## وصلات خارجية
- عصام ثروت على موقع قاعدة بيانات كرة القدم.إي يو (الإنجليزية)
- عصام ثروت على موقع Soccerway.com (الإنجليزية)

- بيانات عن اللاعب
- حياته الكروية
- انضمام الاعب للاسيوطي
- اخبار الانتقال